# Ti penso (album Massimo Ranieri)
Ti penso è un album in studio del cantante italiano Massimo Ranieri, pubblicato nel 1992.

## Descrizione
Il brano che dà il titolo all'album è stato presentato al Festival di Sanremo di quell'anno, dove si è classificato al quinto posto.

## Tracce
1. Ti penso (Fabrizio Berlincioni/Silvio Amato)
2. Cuore (Maurizio Nazzaro/Marco Luberti)
3. E adesso inizia (Maurizio Nazzaro/Marco Luberti)
4. La notte (Maurizio Nazzaro/Marco Luberti)
5. Se ti manca una donna (Silvestro Longo/Carlo Ambrosio)
6. Io non ci capisco più niente (Maurizio Nazzaro/Marco Luberti)
7. Il tempo delle favole (Silvestro Longo/Carlo Ambrosio, Dario Arcidiacono)
8. Vento vento (Silvestro Longo/Carlo Ambrosio)
9. Niente è perduto (Fabrizio Berlincioni/Italo Ianne/Franco Fasano)

## Crediti
- Massimo Ranieri – voce
- Paolo Costa – basso
- Elio Rivagli – batteria
- Alessandro Simonetto – fisarmonica
- Danilo Riccardi – tastiera, pianoforte
- Maurizio Camagna – programmazione
- Beppe Gemelli – batteria
- Vittorio Cosma – tastiera, pianoforte
- Francesco Saverio Porciello – chitarra
- Lorenzo Cazzaniga – programmazione
- Stefano Re – batteria
- Paola Guerri – viola
- Emilio Eria – viola
- Roberto Politi – violoncello
- Fabrizio Fabiano – violoncello
- Edoardo De Angelis – violino
- Demo Morselli – tromba, flicorno
- Mauro Parodi – trombone
- Michael Rosen – sax
- Giancarlo Parisi – sax
- Amedeo Bianchi – sax
- Giuseppe Bonandrini – clarinetto
- Marco Ambrosini – corno inglese, oboe
- Patrizia Di Malta - cori
- Feiez – cori